# 埃爾羅德奧 (聖馬科斯省)
14°55′N 91°58′W / 14.917°N 91.967°W
埃爾羅德奧（西班牙語：San José El Rodeo），是危地馬拉的城鎮，位於該國西南部，由聖馬科斯省負責管轄，面積81平方公里，海拔高度777米，2002年人口14,125，人口密度每平方公里174.38人。